# Lyski

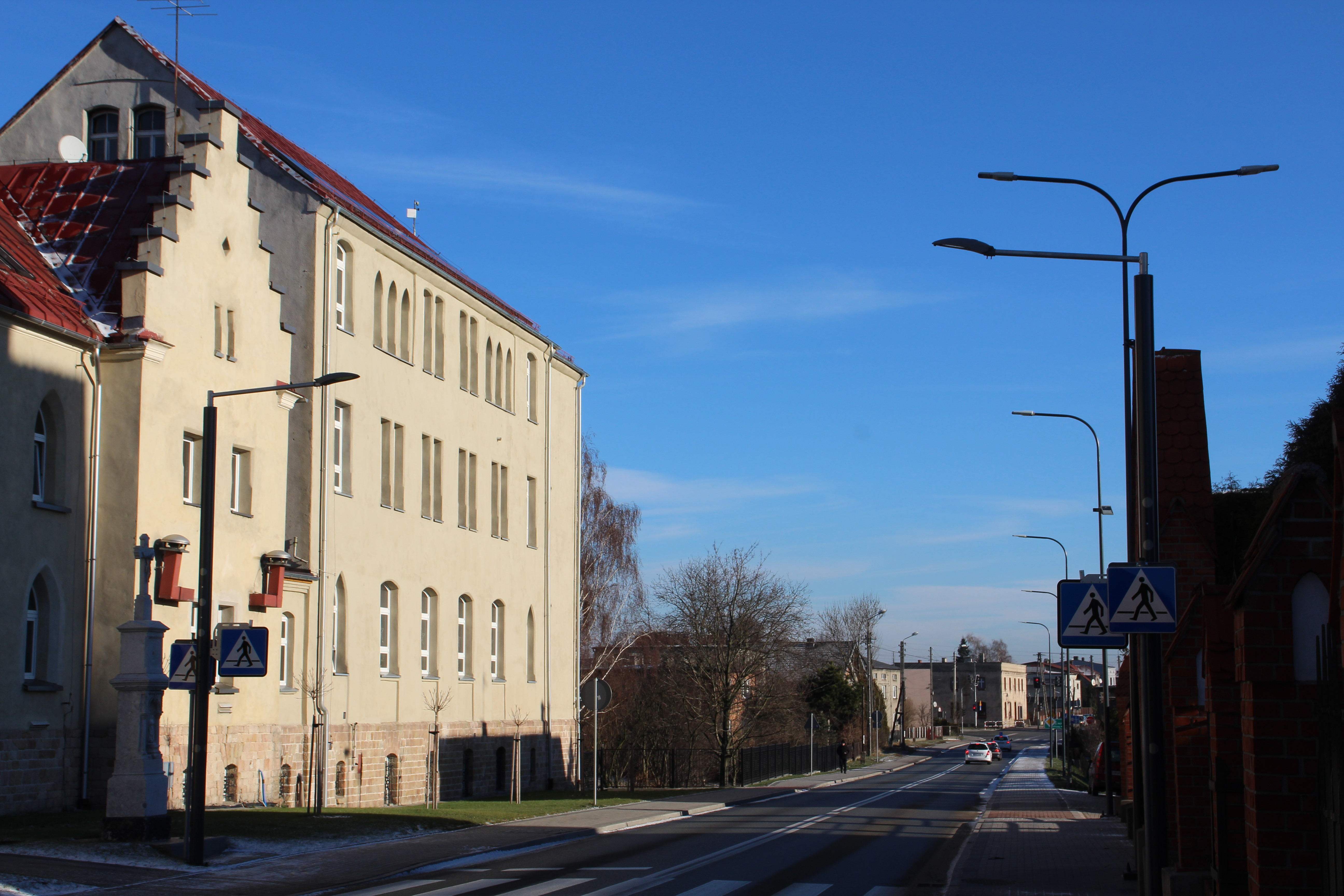
Fragment centrum

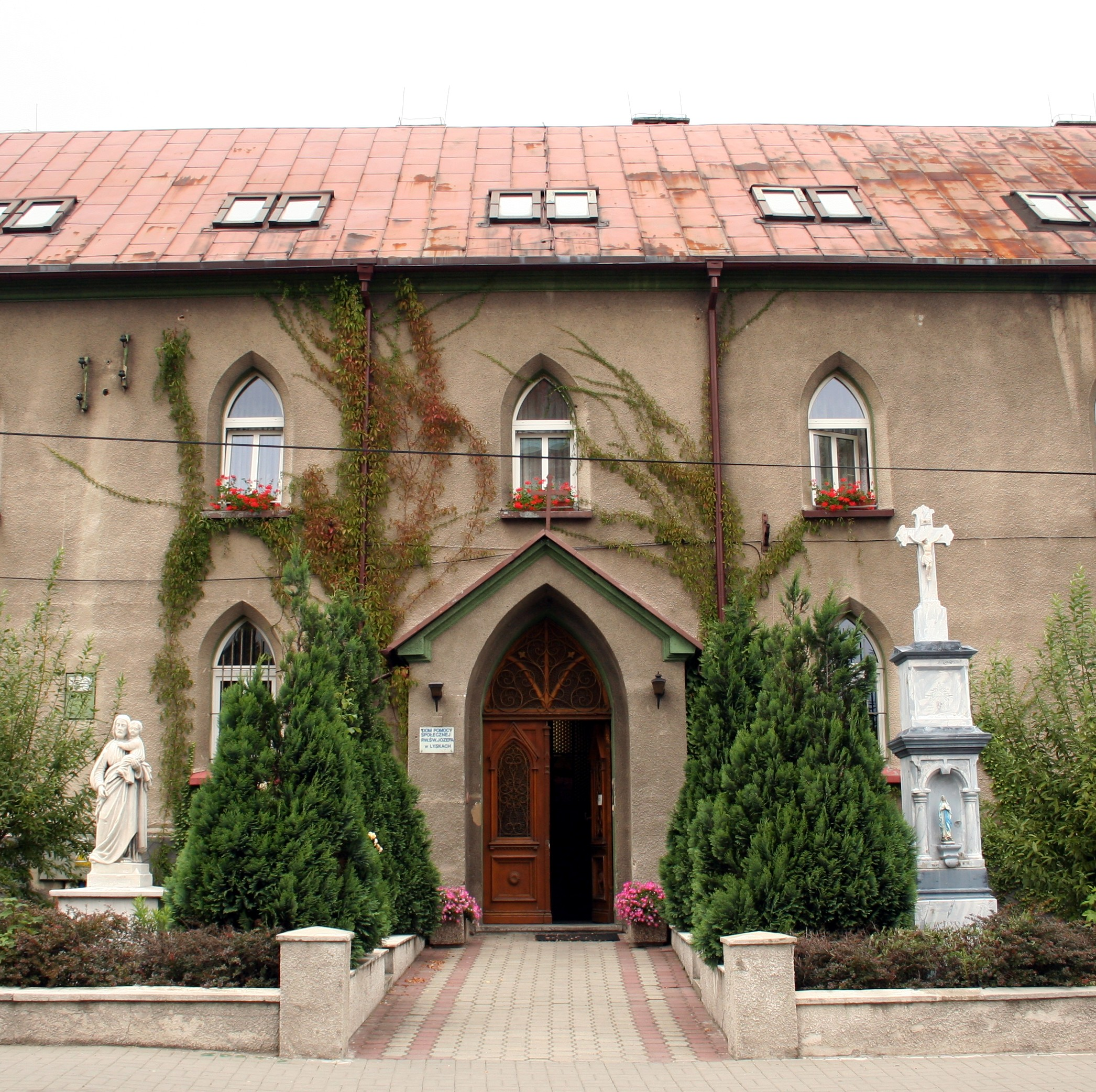
Front DPS w Lyskach

Lyski (niem. Lissek) – wieś sołecka w Polsce położona w województwie śląskim, w powiecie rybnickim, w gminie Lyski.
W latach 1954–1972 wieś należała i była siedzibą władz gromady Lyski. W latach 1975–1998 miejscowość administracyjnie należała do województwa katowickiego.
Przez miejscowość przepływa niewielka struga Sumina, dopływ Rudy.
Miejscowość jest siedzibą gminy Lyski.

## Nazwa
W alfabetycznym spisie miejscowości na terenie Śląska wydanym w 1830 roku we Wrocławiu przez Johanna Knie wieś występuje pod zniekształconą polską nazwą Lysky oraz niemiecką nazwą Lissek.
Nazwa prawdopodobnie wzięła się od leska lub lyska – miejsca gdzie rosną leszczyny.

## Historia
W XIV wieku istniała już Parafia św. Małgorzaty Dziewicy i Męczennicy w Lyskach.
W 1910 roku w miejscowości mieszkało 960 osób z czego 782 mówiło językiem polskim, 23 polskim i niemieckim, a 152 niemieckim. W wyborach komunalnych jakie odbyły się w listopadzie 1910 roku mieszkańcy oddali 237 głosów na polską listę na ogólną sumę 240 zdobywając wszystkie 12 mandatów. W Lyskach działały od 1919 roku Towarzystwo Oświaty na Górnym Śląsku im. św. Jacka, od 1921 roku gniazdo górnośląskiej dzielnicy Polskiego Towarzystwa Gimnastycznego „Sokół”, Związek Towarzystw Polek, Chór „Jedność”.
W marcu 1921 odbył się plebiscyt na Górnym Śląsku. W Lyskach 248 osób opowiedziało się za Niemcami, a 288 za Polską. Na obszarze dworskim było 43 głosów za Niemcami, a 16 za Polską.
W okresie II wojny światowej Niemcy utworzyli w miejscowości jeden z obozów koncentracyjnych przeznaczonych dla Polaków – Polenlager 56.

## W Lyskach znajdują się
- Dom pomocy społecznej pw. św. Józefa,
- Kościół pw. św. Małgorzaty,
- Zabytkowy dwór i spichlerz z XIX wieku,
- Klub sportowy LKS Lyski[10][11],
- Kompleks sportowy Orlik 2012.
- Szkoła im. Jana III Sobieskiego[12].

## Wydarzenia w Lyskach
- W Lyskach co roku odbywa się koncert „Magia rocka”.